# Каберне Фран

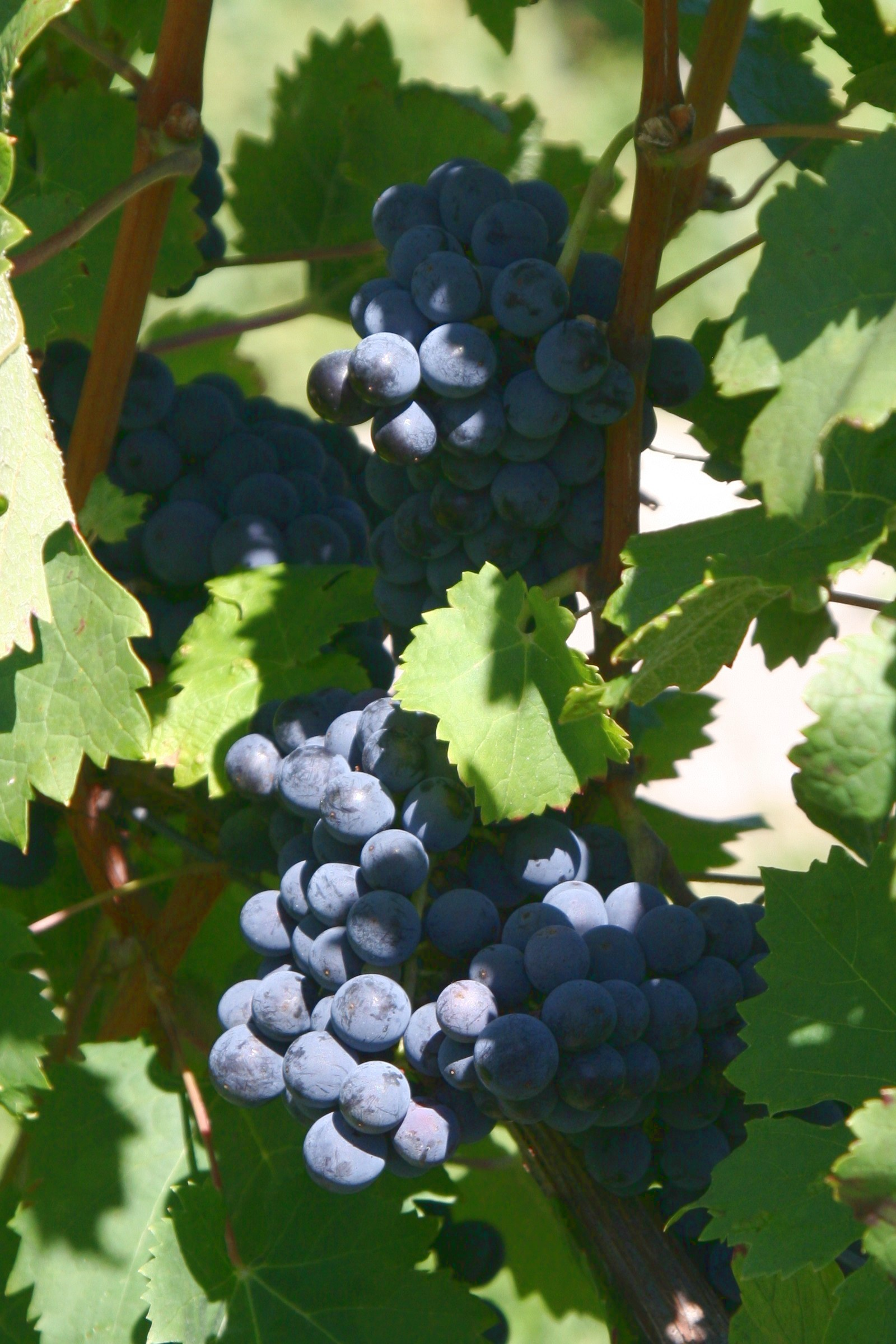
Каберне Фран

Каберне Фран (фр. Cabernet Franc скорочено Cf) — французький сорт червоного винограду, один з найвідоміших і широко поширених[джерело?] сортів в світі для виготовлення червоного вина. Відноситься до еколого-географічної групи західноєвропейських сортів винограду.

## Розповсюдження
Раніше був широко розповсюджений у Франції, але з часом площі його виноградників суттєво скоротилися. У наш час на території Франції вирощується здебільшого у долині Луари та у виноробному регіоні Бордо. Крім того вирощується у багатьох країнах світу — США (Каліфорнія), Італії (Венето, Фріулі-Венеція-Джулія, Тоскана), Іспанії, Ізраїлі, Канаді (Онтаріо), ПАР, Аргентині, Чилі, Україні, Угорщині, Хорватії та ін.

## Історія
Походження сорту невідомо, ймовірно він був завезений на територію Франції у XVII сторіччі. У XVIII сторіччі вирощувався по всій території Франції, але у XIX почав витіснятися Каберне Совіньоном та постраждав від епідемії філоксери.

## Характеристика сорту
Середньопізньостиглий сорт винограду, найкращі результати демонструє на піщано-крейдяних ґрунтах. Надає перевагу прохолодному, помірно-континентальному клімату. Кущі сильнорослі. Має велике округле п'ятилопатеве листя із загнутими вниз краями. Грона — середнього розміру, циліндричної форми. Ягоди середнього розміру, круглі, темно-синього кольору з рясним нальотом кутину. Шкірочка щільна, товста. М'якоть соковита. Період від початку розпускання бруньок до технічної зрілості ягід винограду складає 145 днів при сумі активних температур 2700—2800 °C. Врожайність 35-50 ц/га, менше ніж у Каберне Совіньона. За стійкістю до хвороб і шкідників перевершує сорт Каберне-Совіньйон. Ягоди стійкі проти загнивання.

## Характеристика вина
З Каберне Фран виробляють червоні або рожеві сухі вина, як моносортові так і купажі. Найвідоміши винами є купажі у бордоському стилі, у поєднанні з Мерло та Каберне Совіньоном. Крім того виробляють айсвайни (у Канаді) та ігристі вина. У букеті присутні аромати ягід, фруктів, солодких спецій. На смак вино округле, збалансоване по танінам та кислотності. Вживають з м'ясними та овочевими стравами.